# 55753 Raman
55753 Raman è un asteroide della fascia principale. Scoperto nel 1991, presenta un'orbita caratterizzata da un semiasse maggiore pari a 2,7235286 au e da un'eccentricità di 0,1851132, inclinata di 9,07981° rispetto all'eclittica.
L'asteroide è dedicato allo scienziato indiano Chandrasekhara Venkata Raman.